# Jonas Abrahamsen
Jonas Abrahamsen (* 20. září 1995) je norský profesionální silniční cyklista jezdící za UCI ProTeam Uno-X Mobility.

## Hlavní výsledky
2012
Národní šampionát
5. místo silniční závod juniorů
2013
Giro della Lunigiana
7. místo celkově
2015
Ronde van Vestkant
2. místo celkově
Roserittet
10. místo celkově
2016
10. místo Gylne Gutuer
2017
Tour Te Fjells
 celkový vítěz
vítěz Gylne Gutuer
Grand Prix Priessnitz spa
10. místo celkově
10. místo Sundvolden GP
2018
2. místo Grenland GP
Tour Te Fjells
6. místo celkově
6. místo Sundvolden GP
Tour du Loir-et-Cher
9. místo celkově
2019
6. místo Sundvolden GP
2020
Tour of Malopolska
 vítěz vrchařské soutěže
vítěz 2. etapy
2023
Národní šampionát
3. místo silniční závod
2024
Étoile de Bessèges
 vítěz vrchařské soutěže
vítěz Brussels Cycling Classic
2. místo Dwars door Vlaanderen
2. místo Dwars door het Hageland
5. místo Tro-Bro Léon
2025
Tour de France
vítěz 11. etapy
 cena bojovnosti po 11. etapě

### Výsledky na Grand Tours
| Grand Tour      | 2023 | 2024 | 2025 |
| --------------- | ---- | ---- | ---- |
| Giro d'Italia   | —    | —    |      |
| Tour de France  | 85   | 55   |      |
| Vuelta a España | —    | —    |      |

| —   | Nezúčastnil se |
| DNF | Nedokončil     |